# Johann Kelp
Johann Kelpi, latinizat Johannes Kelpius, (n. 1667, Sighișoara, Principatul Transilvaniei – d. 1 ianuarie 1708, Pennsylvania, SUA) a fost un teolog protestant pietist, scriitor și muzician sas din Transilvania, după câte se știe, primul sas din Transilvania care a emigrat în America. 

## Viața
Johann Kelp s-a născut în 1673 la Sighișoara (sau undeva lângă Sighișoara) în familia înstărită a preotului luteran Georg Kelp. Tatăl său a decedat când Johann avea 12 ani, dar trei prieteni de familie i-au asigurat educația prin ajutor financiar. După ce a urmat Școala din deal din Sighișoara a plecat în Germania unde a studiat la Tübingen, Leipzig, Helmstedt înainte de a se înscrie la Universitatea din Altdorf, de lângă Nürnberg. În această perioadă numele i-a fost latinizat, cum se obișnuia pe atunci. Prin educația solidă pe care o primise la Sighișoara, avea deja cunoștințe de ebraică, latină și greacă veche. Engleza urma să o învețe mai târziu autodidact. La vârsta de 16 ani avea deja un masterat în teologie și scrisese unele lucrări, inclusiv în colaborare cu Johannes Fabricius (1644-1729). La universitate s-a simțit atras de pietism, la început ca o reacție împotriva formalismului luteran ortodox, „pietism” fiind un termen care uneori includea diferite idei creștine esoterice sau eretice. A devenit apoi un discipol al lui Johann Jacob Zimmermann (1642-1693), un matematician, astronom și teolog, care fusese dat afară din post în 1685 datorită faptului că prezisese o venire iminentă a Împărăției lui Dumnezeu, cât și datorită faptului că criticase biserica de stat. Zimmermann era el însuși atras de ideile teosofice ale lui Jakob Böhme. După moartea subită a lui Zimmerman, cu puțin timp înainte de plecarea grupului în America, Kelpius a devenit conducătorul (magister) grupului. Membrii sectei, numită de ei „The Contended of the God Loving Soul”, iar de alții „Society of the Woman in the Wilderness” sau „The Mystics of the Wissahickon”, credeau că lumea se va sfârși în 1694. Ajunseseră la această concluzie pe baza unei interpretări elaborate a unui pasaj din Cartea Apocalipsei, anticipând venirea Împărăției lui Dumnezeu undeva în pustiu în acel an. Kelpius credea că Provincia Pennsylvania secolului al XVII-lea, cunoscută pentru toleranța sa religioasă și aflându-se la marginea pustiului aproape necolonizat, era cel mai bun loc pentru a aștepta venirea anului 1694. Philadelphia, care fusese fondată în 1682, ca de altfel și provincia Pennsylvania, a devenit repede un refugiu pentru mulți pietiști și alți membri ai unor grupări religioase care fugiseră de persecuția la care fuseseră supuși în Europa. Kelpius și adepții săi au trecut Atlanticul și s-au stabilit în valea râului Wissahickon Creek din Philadelphia, Pennsylvania, SUA din 1694 până la moartea sa în 1708. Se spune că locuiau într-o comunitate, dar că totodată petreceau o parte din timp în meditație solitară în grote sau mici chilii din comunitate. 
Cu toate că nu a apărut nicio revelație în 1694, grupul a continuat să trăiască în celibat în Valea Wissahickon, analizând stelele și așteptând sfârșitul lumii. Așa-numita Grotă a lui Kelpius se găsește lângă un mic confluent al râului Wissahickon, în ceea ce actualmente este Wissahickon Valley Park, un parc de 1.372 de acri, care este parte a sistemului de 63 de parcuri Fairmont ale orașului Philadelphia.
Însemnările de călătorie ale lui Kelpius (scris în latină și traduse mai târziu în engleză) s-au păstrat. Printre cei ca. 40 de membri ai grupului care au călătorit via Rotterdam, Olanda în august 1693 au fost Heinrich Bernhard Köster (un fost preot luteran), Daniel Falckner (1666-ca. 1741), Ludwig Biedermann, Daniel Luckius și Johann Gottfried Seelig. După ce au stat câteva luni în Anglia, au plecat în februarie 1694 cu vasul Sarah Maria Hopewell Au debarcat pe data de 22 iunie la Bohemia Landing, Maryland, și au continuat înspre Philadelphia și Germantown. De la Philadelphia (care la acea oră avea doar ca. 500 de case) au mers la Germantown și apoi la Wissahickon. Acolo au început un program regulat de studii private și meditații. Cu timpul au clădit o clădire mare pentru întâlniri religioase; nu este clar dacă au locuit într-o comunitate sau separat în grote sau colibe rudimentare. Au înființat o școală pentru copii, se întruneau pentru rugăciuni, și se ajutau unii pe alții cu cunoștințele medicale pe care le posedau. S-au mai alăturat și alții grupului, de exemplu elevețianul Conrad Matthäi, Daniel Geissler (d. 1745) și medicul Christoph(er) Witt, dar comunitatea a început să intre în declin, în special după moartea lui Kelpius (de tuberculoză).
Ca scriitor, au rămas după el o colecție de imnuri originale, un jurnal care include multe din corespondențele lui, și o carte despre rugăciune și meditație, A Short, Easy, and Comprehensive Method of Prayer, publicată pentru prima dată în engleză în 1761 (fusese scrisă de el în germană), și republicată în 1951.
Kelpius a fost subiectul unuia dintre primele portrete în ulei din cele 13 colonii britanice; portretul a fost pictat de către Christopher Witt, și se află în Historical Society of Pennsylvania, unde se află și jurnalul, două colecții ale imnurilor sale și alte materiale legate de el.

## Muzica
Kelpius a fost și muzician, el și ceilalți membri ai grupului ducând cu ei instrumente muzicale care au devenit cu timpul o parte integrantă a vieții lor bisericești. Kelpius a fost și compozitor, fiind uneori numit primul compozitor pensilvănean, pe baza imnelor din culegerea de 70 de pagini The Lamenting Voice of the Hidden Love, cu toate că nu este absolut sigur dacă el este compozitorul lor. Este foarte probabil ca el să fi scris versurile, dar melodiile se bazează în principal pe melodii germane; 4 sunt ale lui Christian Knorr von Rosenroth (Neuer Helicon, Nürnberg, 1684), iar alte 4 sunt din alte surse germane din 1690 sau mai târziu. Traducerile în engleză sunt atribuite lui Christopher Witt, un imigrant englez care s-a alăturat grupului. Christopher Witt se pare că a fost tot cel care a construit orga grupului, ea fiind se pare prima orgă în proprietate particulară din America de Nord.